# Zyzzya criceta
Zyzzya criceta är en svampdjursart som beskrevs av Schoenberg 2000. Zyzzya criceta ingår i släktet Zyzzya och familjen Acarnidae.
Artens utbredningsområde är havet kring Australien. Inga underarter finns listade i Catalogue of Life.